# HazteOir.org
HazteOir.org est une association espagnole conservatrice fondée par Ignacio Arsuaga en février 2001,,.

## Description
L'association se rattache au mouvement pro-vie et promeut l'opposition au mariage homosexuel ainsi qu'à l'euthanasie.
Elle intervient également aux Nations unies en tant qu'organisation non gouvernementale. Elle est également un cercle de réflexion et d'influence (think tank) conservateur.

## Historique
En mai 2012, HazteOir a organisé le VIe congrès mondial des familles à Madrid. Lors du VIIe congrès, réuni à Sydney, Ignacio Arsuaga, Président de HazteOir et de CitizenGo a été élu « Homme de l'année pour la défense de la famille naturelle ».

## Membres et sympathisants connus
- Louis Alphonse de Bourbon[6],[7].
- Rocío Monasterio.
- David Álvarez Díez, propriétaire du groupe Eulen[8].
- Esther Alcocer, l'une des plus grandes fortunes d'Espagne, notamment propriétaire de Fomento de Construcciones y Contratas[8].
- Juan Miguel Villar Mir, ministre des Finances de 1975 à 1976, propriétaire du groupe Obrascón Huarte Lain[8].
- Bernard Meunier, PDG de Nestlé Péninsule Ibérique[8].
- Ignacio Esquer De Oñate, secrétaire du Conseil d'administration de Fertiberia[8].
- Javier Javaloyes, PDG de Agencia Negociadora et du Groupe React[8].

## Galerie d'images

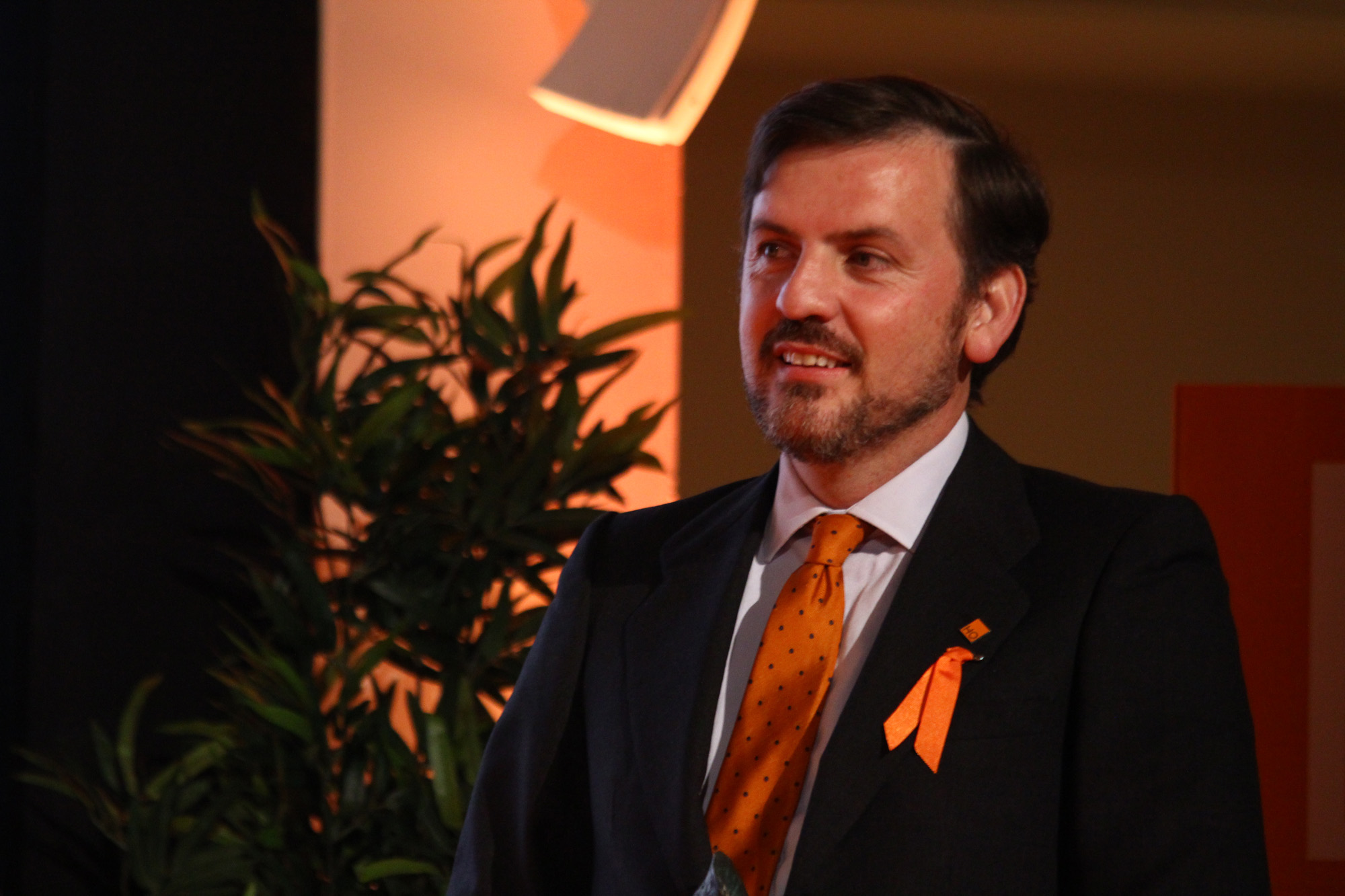
Ignacio Arsuaga, fondateur et président de HazteOir et de CitizenGo
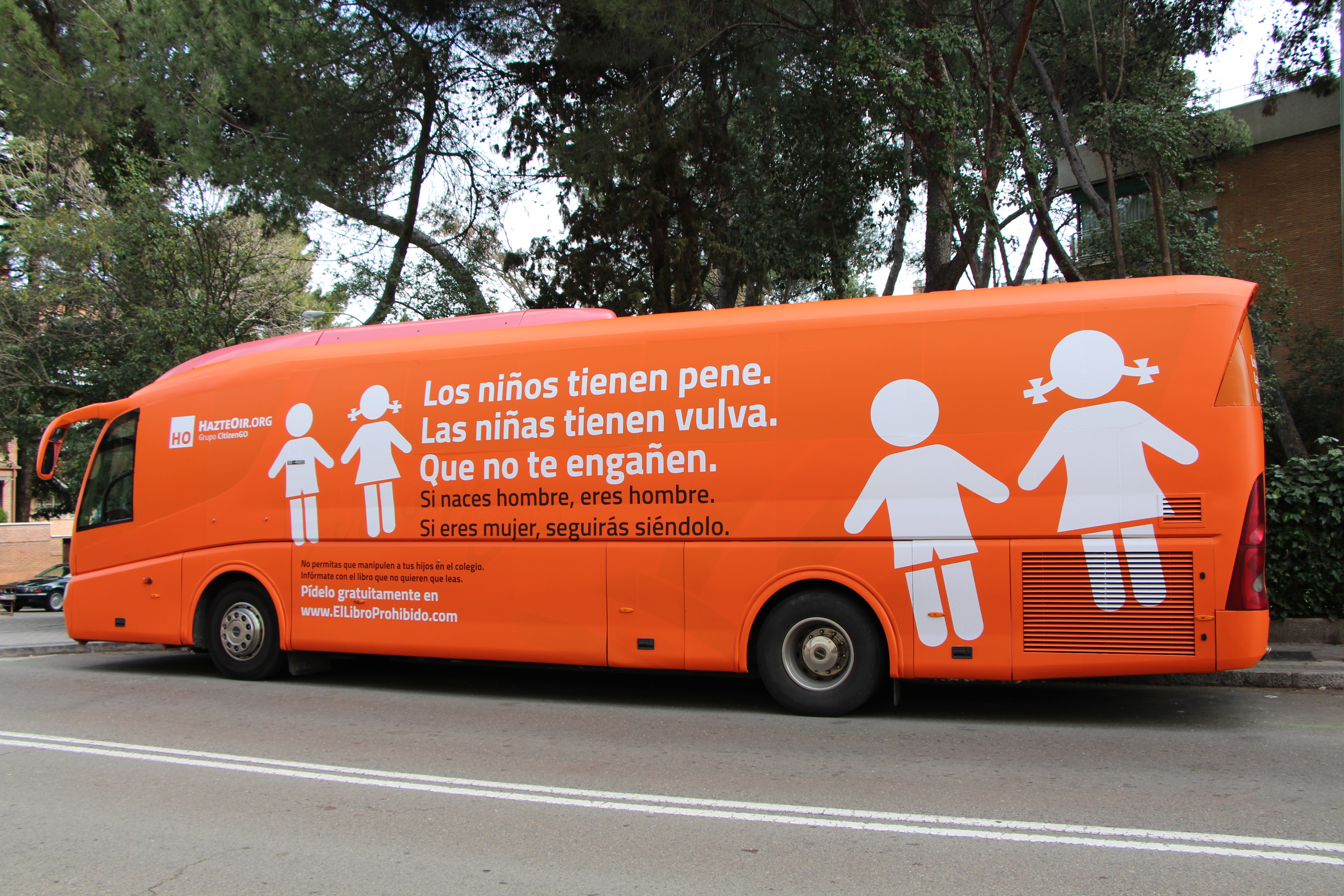
Autobus publicitaire dénonçant les études de genre mis en circulation en 2017
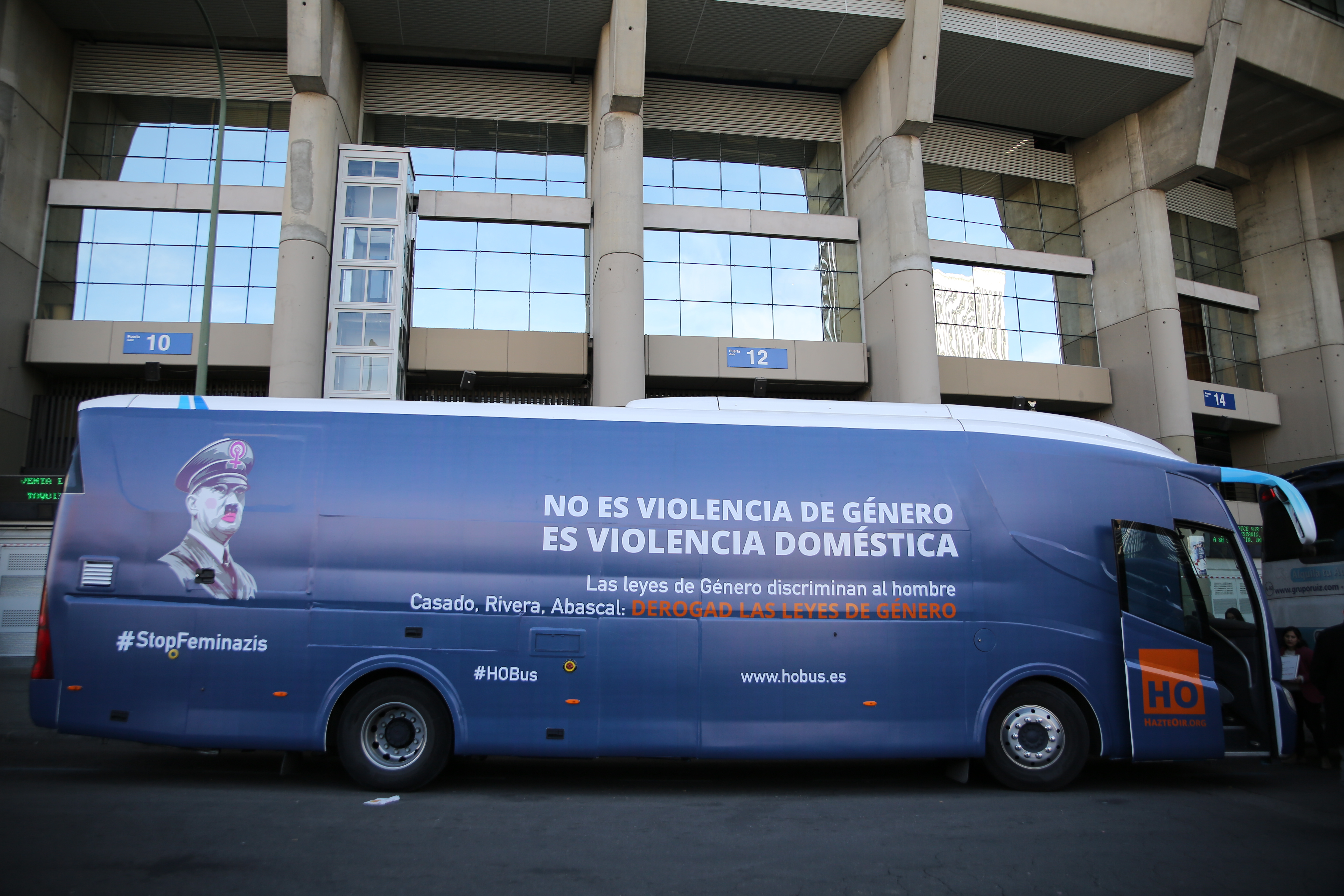
Autobus publicitaire dénonçant les féministes (féminazi) et l'idéologie de la violence de genre appliquée au problème de la violence conjugale
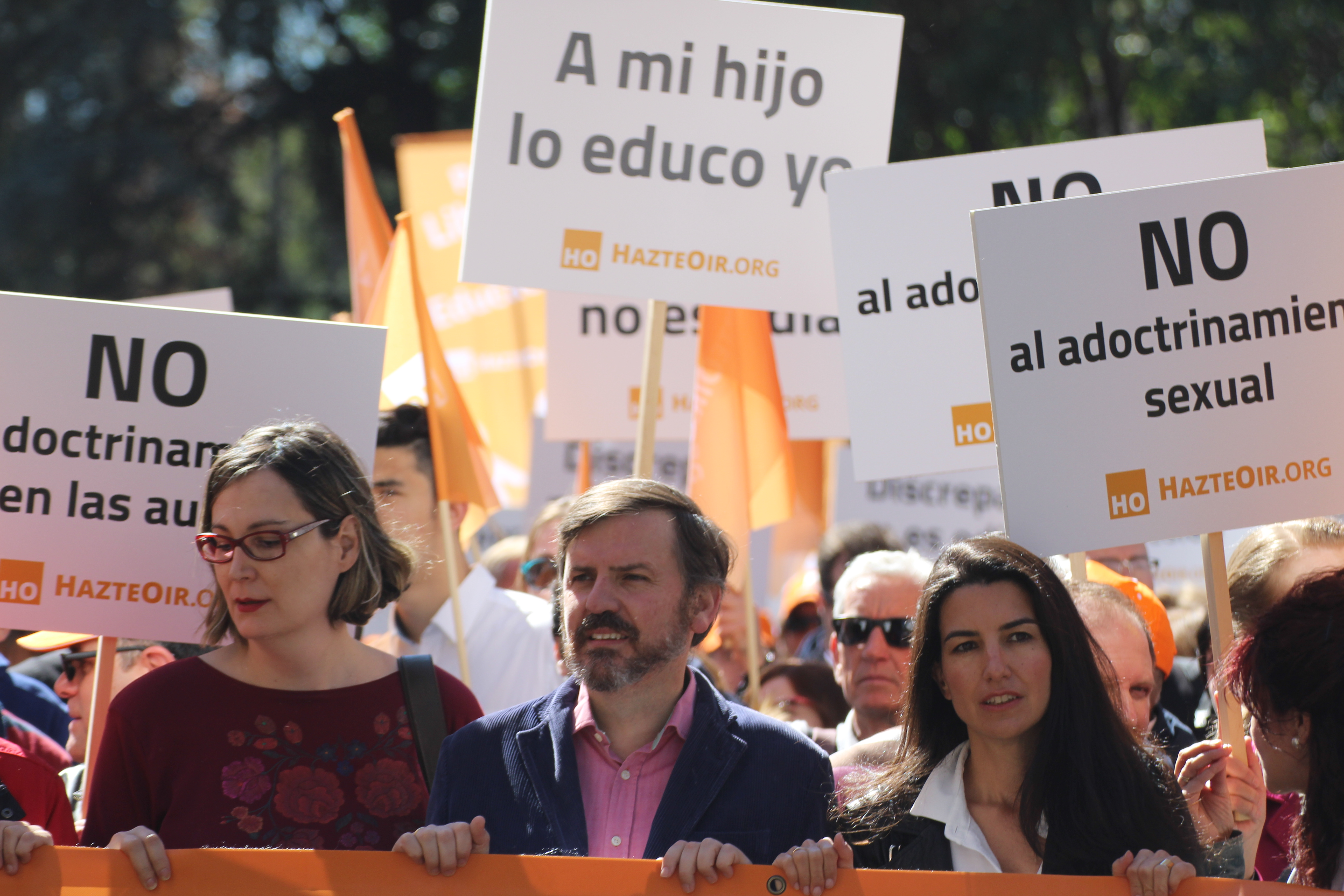
Manifestation de HazteOir.org, avec Rocío Monasterio à droite.